# Welcome to Our Neighborhood
Welcome to Our Neighborhood ist ein Video- und Livealbum der US-amerikanischen Metal-Band Slipknot. Es erschien am 9. November 1999 über das Label Roadrunner Records. Die DVD-Version wurde am 17. November 2003, inklusive Bonusmaterial, veröffentlicht und ist von der FSK ab 16 Jahren freigegeben.

## Inhalt
Das Album beinhaltet Live-Videos der Lieder Surfacing und Wait and Bleed sowie das Musikvideo zum Song Spit It Out. Alle drei Stücke sind auf Slipknots gleichnamigen Debütalbum enthalten und wurden zuvor als Singles veröffentlicht. Daneben sind u. a. weitere Liveaufnahmen sowie Interviews zu finden. Die DVD-Version enthält zudem das Live-Video zu Scissors und weiteres Bonusmaterial.

## Covergestaltung
Das Albumcover zeigt die damaligen neun Bandmitglieder, die in Rot gekleidet sind und ihre Masken aufhaben. Darüber bzw. darunter befinden sich die weißen Schriftzüge Slipknot und Welcome to Our Neighborhood. Der Hintergrund ist rot-schwarz gehalten.

## Titelliste
VHS:
| # | Titel                    | Länge |
| - | ------------------------ | ----- |
| 1 | Surfacing (live)         | 3:57  |
| 2 | Wait and Bleed (live)    | 3:21  |
| 3 | Spit It Out (Musikvideo) | 2:56  |

+ Interviews u. a.
DVD:
| # | Titel                    | Länge |
| - | ------------------------ | ----- |
| 1 | Surfacing (live)         | 3:57  |
| 2 | Spit It Out (Musikvideo) | 2:56  |
| 3 | Wait and Bleed (live)    | 3:21  |
| 4 | Conceptual Imagery       | 3:42  |
| 5 | Interview Footage        | 3:21  |
| 6 | Bonus Footage            | 5:38  |
| 7 | Scissors (live)          | 5:00  |

## Rezeption

### Chartplatzierungen
Das Album erreichte in den Vereinigten Staaten Platz eins der Musikvideo-Charts.
| ChartsChartplatzierungen       | Höchstplatzierung | Wochen |
| ------------------------------ | ----------------- | ------ |
| Vereinigte Staaten (Billboard) | 1 (… Wo.)         | …      |
| Vereinigtes Königreich (OCC)   | 1 (40 Wo.)        | 40     |

### Auszeichnungen für Musikverkäufe
Welcome to Our Neighborhood wurde für über 100.000 verkaufte Exemplare in den Vereinigten Staaten im Jahr 2000 mit einer Platin-Schallplatte ausgezeichnet.

| Land/Region                  | Auszeichnungen für Musikverkäufe (Land/Region, Auszeichnung, Verkäufe) | Verkäufe |
| ---------------------------- | ---------------------------------------------------------------------- | -------- |
| Australien (ARIA)            | 2× Platin                                                              | 30.000   |
| Kanada (MC)                  | Gold                                                                   | 5.000    |
| Vereinigte Staaten (RIAA)    | Platin                                                                 | 100.000  |
| Vereinigtes Königreich (BPI) | Gold                                                                   | 25.000   |
| Insgesamt                    | 2× Gold · 3× Platin ·                                                  | 160.000  |

Hauptartikel: Slipknot/Auszeichnungen für Musikverkäufe